# Brooklynn Prince
Brooklynn Prince, née le 4 mai 2010 à Winter Springs (Floride), est une actrice américaine. Elle est notamment connue pour son rôle acclamé par la critique dans le film The Florida Project de 2017, pour lequel elle a remporté le Critics Choice Movie Award du meilleur jeune interprète.
Elle est également connue pour ses rôles dans le film d'horreur The Turning et dans la série télévisée Home Before Dark (Apple TV+).

## Filmographie

### Cinéma

#### Longs métrages
- 2017 : The Florida Project de Sean S. Baker : Moonee
- 2017 : Robo-Dog se déchaîne d'Anthony Steven Giordano : Mira Perry
- 2018 : S.O.S Chasseurs de monstres de Jason Murphy : Sophie
- 2019 : La Grande Aventure Lego 2 de Mike Mitchell et Trisha Gum : Bianca
- 2020 : The Turning de Floria Sigismondi : Flora Fairchild
- 2021 : Life on Mars de Wyatt Rockefeller : Remmy, jeune
- 2022 : Helvellyn Edge de Joah Jordan : Kim Rogers
- 2023 : Crazy Bear de Elizabeth Banks
- 2023 : La Fille du roi des marais (The Marsh King's Daughter) de Neil Burger : Helena, jeune

#### Longs métrages d'animation
- 2019 : Angry Birds : Copains comme cochons de Thurop Van Orman : Zoe (voix)
- 2020 : Le Seul et unique Ivan de Thea Sharrock : Ruby (voix)

### Télévision

#### Séries télévisées
- 2020–2021 : Home Before Dark : Hilde Lisko (20 épisodes)
- 2022 : Sharkdog : Mia
- 2022 : Madagascar : A Little Wild : Julia (4 épisodes)